# Парк в Оседле-Млодосьци
Парк в Осе́дле-Млодо́сьци (пол. Park na osiedlu Młodości) — парк, находящийся в краковском районе Нова-Хута на пересечении улиц Серошевского и Клашторной. Памятник культуры Малопольского воеводства.
Парк был основан на территории населённого пункта Могила около 1890 года и образовывал единый ландшафтный комплекс с виллой Рогозинских. Площадь парка составляет около 1 гектара.
В 1971 году в парке был установлен памятный камень-валун в память польского драматурга Войцеха Богуславского в знак благодарности от жителей Могилы. В 1990 году парк перешёл в собственность краковского муниципалитета и был открыт для публичного посещения местных жителей и пациентов близлежащего Специализированного госпиталя имени Стефана Жиромского
31 июля 1997 парк был внесён в реестр памятников Малопольского воеводства (№ А-1034).